# アジア太平洋戦争韓国人犠牲者補償請求事件
アジア太平洋戦争韓国人犠牲者補償請求事件（アジアたいへいようせんそうかんこくじんぎせいしゃほしょうせいきゅうじけん）は、慰安婦に対する賠償を日本政府に求めた初の裁判。2004年、最高裁判所にて原告の敗訴が確定した。略称、韓国遺族会裁判。

## 概略
- 1991年12月6日に補償を請求して、東京地方裁判所に提訴。控訴人は韓国太平洋戦争犠牲者遺族会。1次原告35人うち慰安婦は3名、他は元日本軍人および軍属、2次原告は1992年4月13日、元慰安婦ら6人。訴訟原告代理人は高木健一（弁護士）、林和男（弁護士）、福島瑞穂（弁護士）ら11人。
- 2001年3月26日、東京地裁は請求を棄却、原告側が控訴。この時点では元慰安婦1名が離脱しており、原告は40人。
- 2003年7月22日、東京高等裁判所控訴棄却。原告側が上告（平成13年（ネ）第2631号）。
- 2004年11月29日　最高裁判所（第二小法廷）は、原告の上告を棄却。原告敗訴確定（平成15年（オ）第1895号、判例時報1879号58頁）。

## 論点
東京高裁では損害賠償請求権が争点であった。判決で高裁は「国は軍人および軍属に対し、戦時下でも安全配慮義務を負っている」との初の判断を示した。そして一部の原告については「将来処罰される危険を生じる違法な行為を命じられた」として損害賠償請求権の存在も認めた。 しかし、1965年の日韓基本条約に伴う措置法および除斥期間の経過により権利は消滅したと判断。これにより日本国に対する賠償義務は認めなかった。
これを受けて最高裁判所では、原告は「旧日本軍の軍人軍属等であったが終戦後日本国籍を喪失した韓国在住の韓国人に対して、日韓請求権協定締結後に措置を講じず、戦傷病者戦没者遺族等援護法、恩給法を維持したこと」が日本国憲法第14条の法の下の平等に違反すると主張したが、最高裁判所は口頭弁論を開かず、高裁の判決を支持、棄却した。

## 原告
- 原告は合計41人（その後40人）で、うち32人が軍人、軍属およびその遺族、9人（その後8人）が元慰安婦である。元慰安婦の原告の名前はA（金欄伊）、B（のちに離脱）、C（金福善）、金学順（裁判中に死去97.12）、文玉珠（裁判中に死去96.10）、李貴分、廬清子、金田きみ子（朴福順）、沈美子である。（『日本の裁判所が認定した日本軍「慰安婦」の被害事実（上）』、戦争責任研究2007年夏季、第56号および裁判資料中の原告の経歴 より）
- 裁判中に死亡した2名および離脱した1名を除く6人の元慰安婦について東京高裁判決で、事実認定が行われている。認定は1本件の背景事情、2各原告の被害事実の2カ所で行われており、本件の背景事情では、慰安婦制度一般について、その存在、国・軍の関与があったこと、募集方法に詐欺脅迫があったこと、朝鮮半島出身者が多いこと、戦地で常時日本軍の管理下にあったことなどが認定されている。各原告の被害事実では、6人の原告の出身地、慰安婦になった経緯、慰安所での強要の状態などが事実認定されている。なお事実認定は高裁の判決で確定し、最高裁での棄却は賠償などの訴えを棄却している（『日本の裁判所が認定した日本軍「慰安婦」の被害事実（上）』、戦争責任研究2007年夏季、第56号および裁判資料中の原告の経歴 より）。被告側は事実認定を争点とすることなく、裁判は弁論主義で自動的に認定されたという。